# 季赫溫卡河
季赫溫卡河是俄羅斯的河流，屬於夏西河的右支流，由列寧格勒州負責管轄，河道全長144公里，流域面積約2,140平方公里，河水主要來自融雪，每年十一月至翌年五月結冰，河畔城鎮有季赫溫。